# Biblioteca Bucovinei „I.G. Sbiera” din Suceava
Biblioteca Bucovinei „I.G. Sbiera” din Suceava (în trecut Biblioteca Centrală a Sucevei, Biblioteca Regională, Biblioteca Municipală, Biblioteca Județeană Suceava) este prima bibliotecă publică din municipiul Suceava, inaugurată la data de 12 decembrie 1923. În prezent ea se află situată pe strada Mitropoliei nr. 4, în centrul orașului. Cu peste 450.000 de unități bibliografice, instituția este cea mai mare și cea mai importantă bibliotecă din județul Suceava.

## Istoric
Ideea înființării unei biblioteci publice în orașul Suceava datează din jurul anului 1909, dar abia în 1914 se declanșează acțiuni concrete pentru strângerea de fonduri în vederea realizării ei. Momentul favorabil sosește însă după încheierea Primului Război Mondial, mai precis în 1920, când la inițiativa profesorului dr. Eusebie Popovici – unul dintre promotorii modernizării orașului – se pun bazele înființării Bibliotecii Centrale a Sucevei. Susținătorii principali ai proiectului sunt dr. Eusebie Popovici și preotul Mihail Sârbu. Cei doi s-au aflat alternativ la președinția societăților culturale „Școala Română” și „Casa Națională”, societăți care vor avea inițiativa întemeierii unei biblioteci publice „centrale” în Suceava și a unor filiale, „cabinete de lectură”, „case de citire” în perimetrul județului. Faptul apare menționat în „Raport asupra activității comitetului Societății Școala Română din 4 octombrie 1913 – 31 ianuarie 1920”, dat în adunarea generală din 11 ianuarie 1920 și tipărit de „Școala Română” în 1923. Astfel, din veniturile celor două societăți sunt alocate fonduri importante, achiziționându-se, pentru început, o serie de cărți românești de la profesorii Animpodist Dașchevici și Nicu Tarasievici.
La data de 12 decembrie 1923 are loc inaugurarea oficială a Bibliotecii Centrale a Sucevei, prima instituție publică de profil a orașului. Înainte de acest moment, au mai existat micile biblioteci ale societăților „Școala Română”, „Clubul Român”, „Reuniunea muzical-dramatică Ciprian Porumbescu”, „Casa Națională”, precum și cea a Liceului „Ștefan cel Mare”. De asemenea, cărturarii suceveni Simion Florea Marian – membru al Academiei Române – și Vasile Bumbac aveau cele mai bogate biblioteci particulare din oraș. Noua instituție gravitează în jurul Liceului „Ștefan cel Mare”, este o inițiativă privată și răspunde nevoilor comunității, în special ale elevilor.

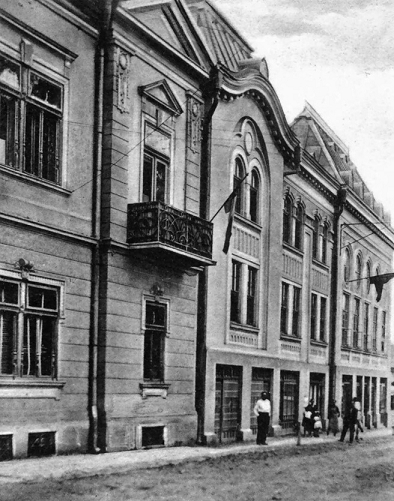
Casa Națională din Suceava, fost sediu al bibliotecii

Fondul inițial de publicații este de aproximativ 2.000 de volume, la care se adaugă „cele mai bune reviste și publicațiuni periodice românești”, însă în perioada interbelică biblioteca publică suceveană primește numeroase donații de la o serie de intelectuali bucovineni, ajungându-se ca în 1944 să dispună de peste 15.000 de volume (cărți, seriale și periodice). În primăvara anului 1944 orașul este evacuat, iar biblioteca, adăpostită de impunătoarea clădire a Casei Naționale (astăzi dispărută), este închisă, inventarele fiind pierdute. Urmează șase ani (1944–1950) în care biblioteca nu funcționează, iar fondul de carte este „purificat” ideologic, distrus, furat. Este reînființată în 1950, purtând succesiv titulaturile: raională, centrală, regională, municipală (1968–1974) și județeană (începând din 1974). Din anul 1993 are titulatura de Biblioteca Bucovinei „I.G. Sbiera”. Cel care a făcut propunerea și a inițiat demersurile pentru ca instituția să poarte numele cărturarului bucovinean Ion G. Sbiera (membru fondator al Academiei Române) este Emil Satco. Începând din 1994, biblioteca scoate revista Scriptum, publicație trimestrială fondată de același Emil Satco.
În decursul timpului, biblioteca a funcționat în mai multe localuri din Suceava, azi dărâmate, după 1965 mutându-se într-o parte a actualului sediu, la care s-a adăugat în 1988 clădirea fostului Hotel „Parc”. Astfel s-a ajuns ca, în prezent, spațiul în care funcționează biblioteca județeană să fie format din 55 de încăperi (birouri, depozite, săli de lectură, ateliere) – „sediul central, și câte 3 încăperi” – cele trei filiale din cartierele Burdujeni (1960), Obcini (1986) și Ițcani (1992).
În ceea ce privește colecțiile bibliotecii și dinamica creșterii acestora pe parcursul a peste șapte decenii, situația se prezintă după cum urmează: 9.030 de volume (în 1952), 74.855 de volume (în 1962), 139.541 de volume (în 1972), 277.000 de volume, dintre care 12.500 de seriale și periodice și 10.000 de unități audio-vizuale (în 1990), 350.245 de unități bibliografice (cărți, seriale și periodice, documente audio-vizuale sau digitale – la 1 ianuarie 2008), acest număr crescând la 430.917 (la 1 ianuarie 2016). În prezent, Biblioteca Bucovinei „I.G. Sbiera” deține un fond de peste 450.000 de unități, inclusiv zeci de volume de cercetare și documentare elaborate de către specialiștii proprii.
La 6 aprilie 2023, în cadrul bibliotecii este omagiat Emil Satco (1941–2007), istoric, bibliotecar, profesor, autorul amplei lucrări Enciclopedia Bucovinei și cel care și-a legat activitatea de instituția suceveană încă din 1977, când a pus bazele Secției de Muzică (astăzi Secția de Artă). Cu această ocazie, este lansat postum volumul Mă voi bucura, chiar și de dincolo... care reprezintă – conform directorului bibliotecii, dr. Gabriel Cărăbuș – „un modest omagiu pe care îl aducem celui mai prolific slujitor al instituției noastre, Emil Satco, scriitor, publicist, autor de dicționare și cataloage de bibliotecă, fondator de secții în cadrul instituției, precum și al periodicului de specialitate «Scriptum».”
La 12 decembrie 2023, centenarul bibliotecii este sărbătorit într-un cadru festiv, în Sala de Artă „Elena Greculesi”, cu participarea câtorva oficialități județene și locale, a unor invitați de la instituții culturale similare din țară și din județ, alături de reprezentanți ai Univesității din Suceava, ai Bisericii și oameni de cultură. Evenimentul cuprinde, între altele, o expoziție de fotografie și lansarea unui volum monografic al instituției, la care autoarea Simona Teodora Ienache a muncit timp de patru ani.

## Clădirile bibliotecii
Biblioteca Bucovinei „I.G. Sbiera” este găzduită de două clădiri cu valoare istorică situate în centrul municipiului Suceava, între Parcul Profesor Ioan Nemeș și Hotelul „Bucovina”. Cele două corpuri ale actualei biblioteci au fost construite între anii 1925–1926, respectiv 1929–1930 și au îndeplinit mai multe funcții de-a lungul timpului: Școala Primară de Fete din Suceava, Institutul Teologic (mutat de la Cernăuți în perioada celui de Al Doilea Război Mondial), Hotelul „Parc” etc. Începând cu 1965, respectiv 1988, în cele două clădiri funcționează cea mai importantă și cea mai mare bibliotecă din județul Suceava. În perioada 2005–2009 clădirile au beneficiat de mai multe lucrări de refacere, reabilitare și amenajare, conform cerințelor zilelor noastre.
Deși sunt două clădiri de patrimoniu, reprezentative pentru orașul Suceava, după anul 2000 acestea au fost obturate de două construcții noi: sediul Parchetului Suceava (pe latura nordică) și Centrul Național de Informare și Promovare Turistică Suceava (pe latura vestică).

## Monumente
În curtea bibliotecii se află bustul scriitorului Traian Chelariu (1906–1966), monument din bronz realizat de sculptorița Florica Hociung. Bustul este așezat pe un soclu pe care este aplicată o placă albă de marmură cu inscripția: „Traian Chelariu – scriitor – 1906–1966”.
La data de 21 iulie 1994, bustul a fost amplasat în fața intrării principale a Universității „Ștefan cel Mare”. În anul 1997 a fost dat jos de pe soclu, fiind apoi uitat într-un subsol. La data de 6 noiembrie 2007 a fost reamplasat în curtea bibliotecii, lângă corpul estic, unde se găsește și în prezent, fiind vizibil din strada Ana Ipătescu.

## Imagini

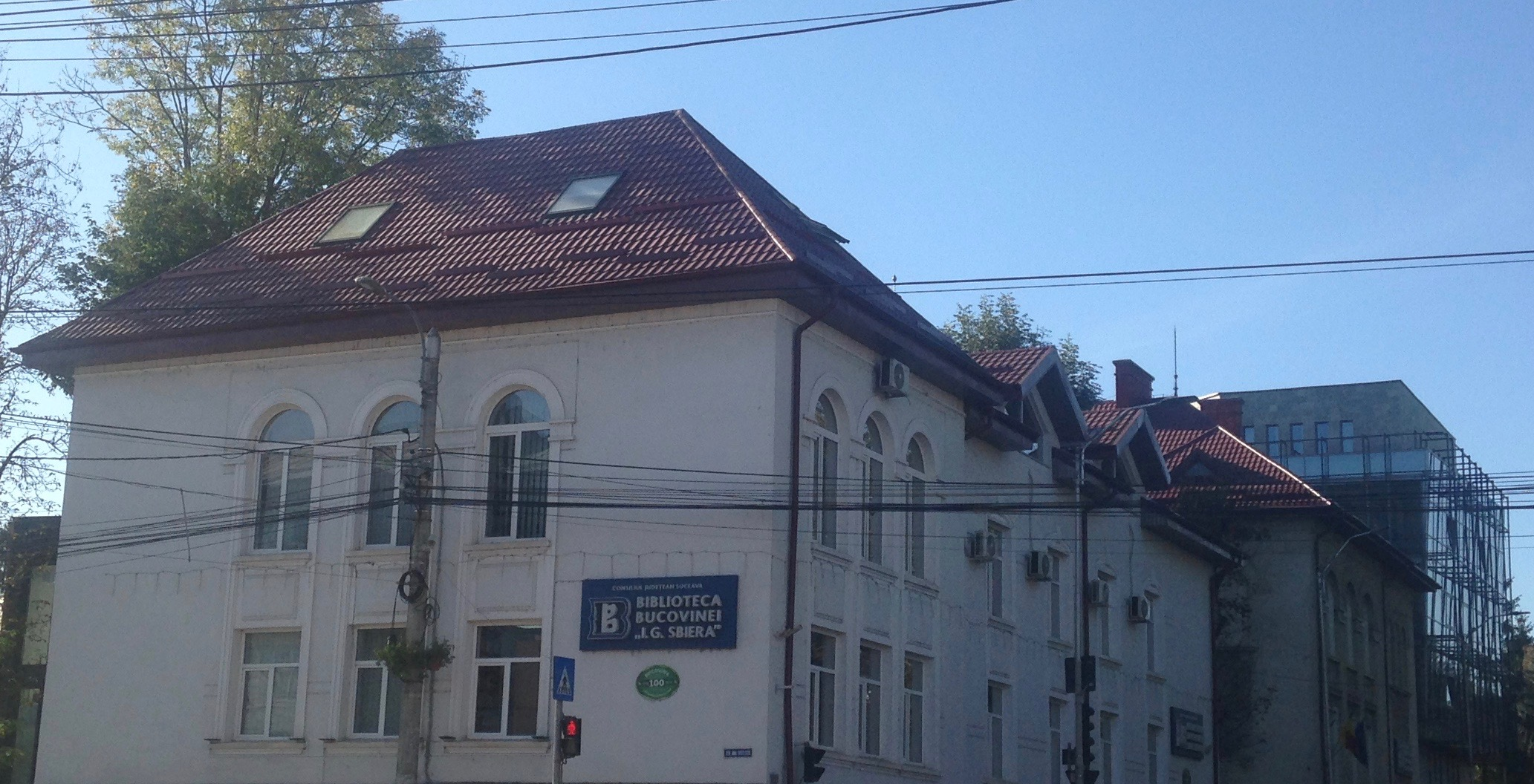
Biblioteca Bucovinei „I.G. Sbiera” din Suceava
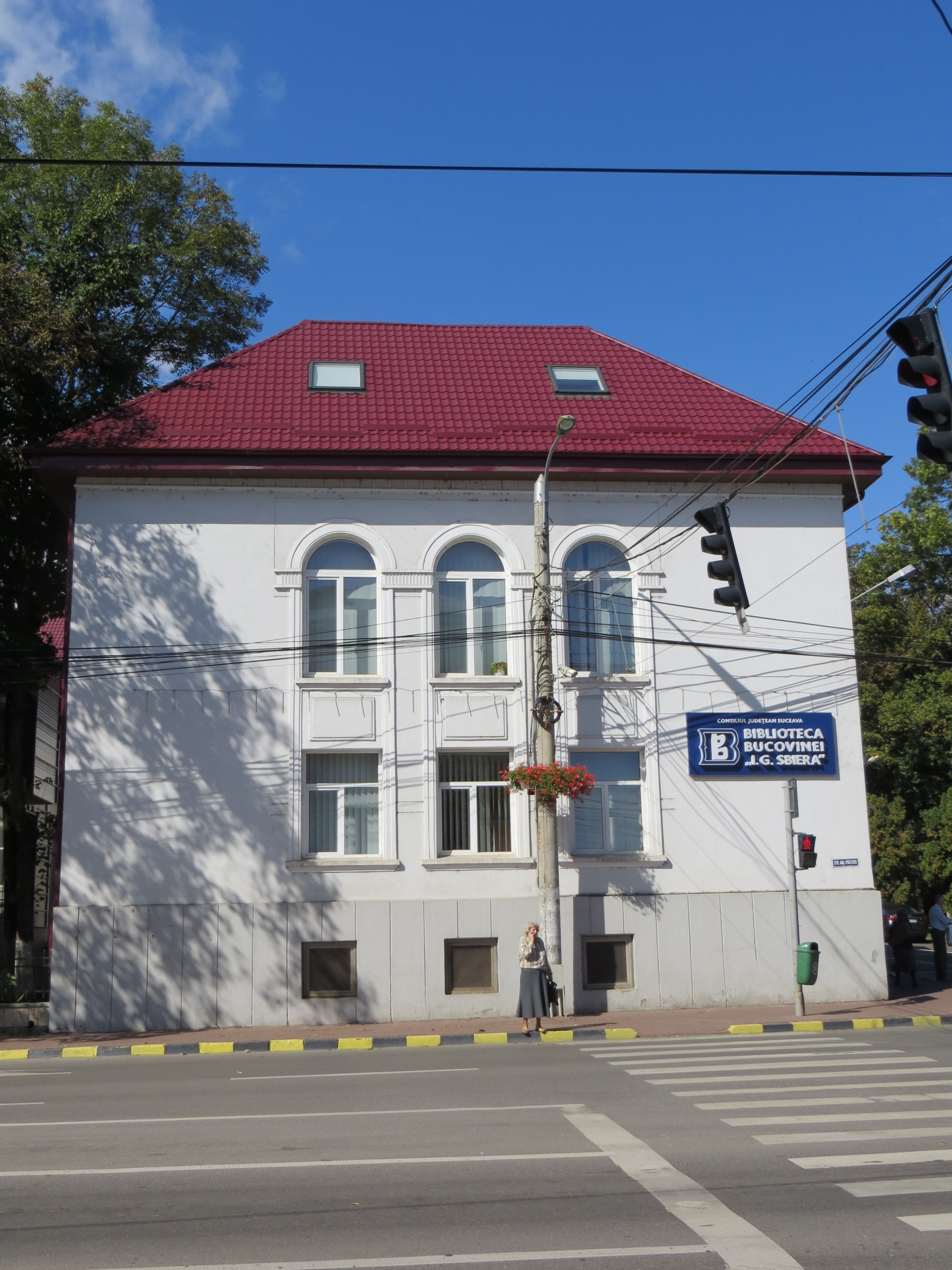
Corpul estic al bibliotecii (1925–1926)
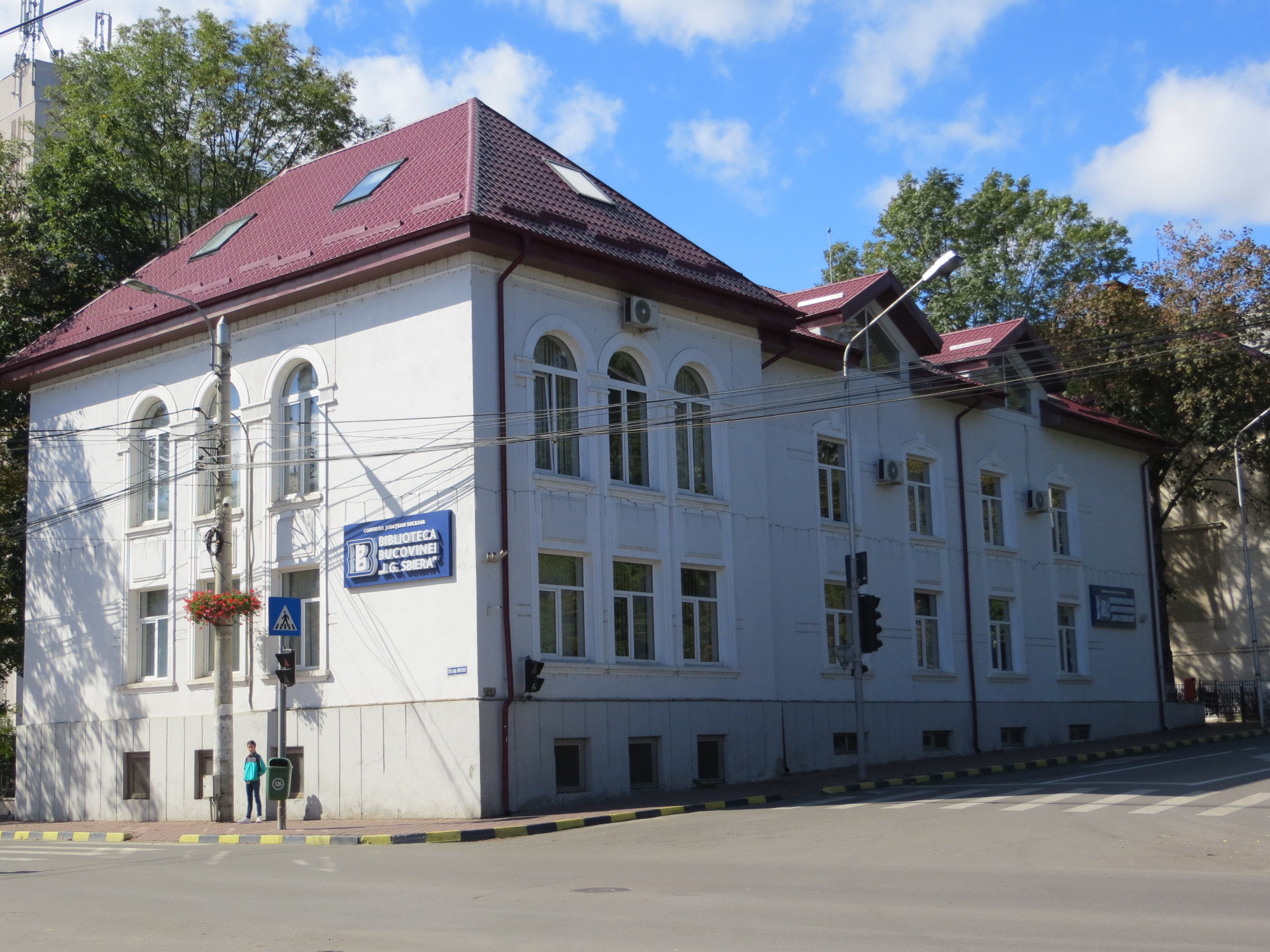
Corpul estic al bibliotecii
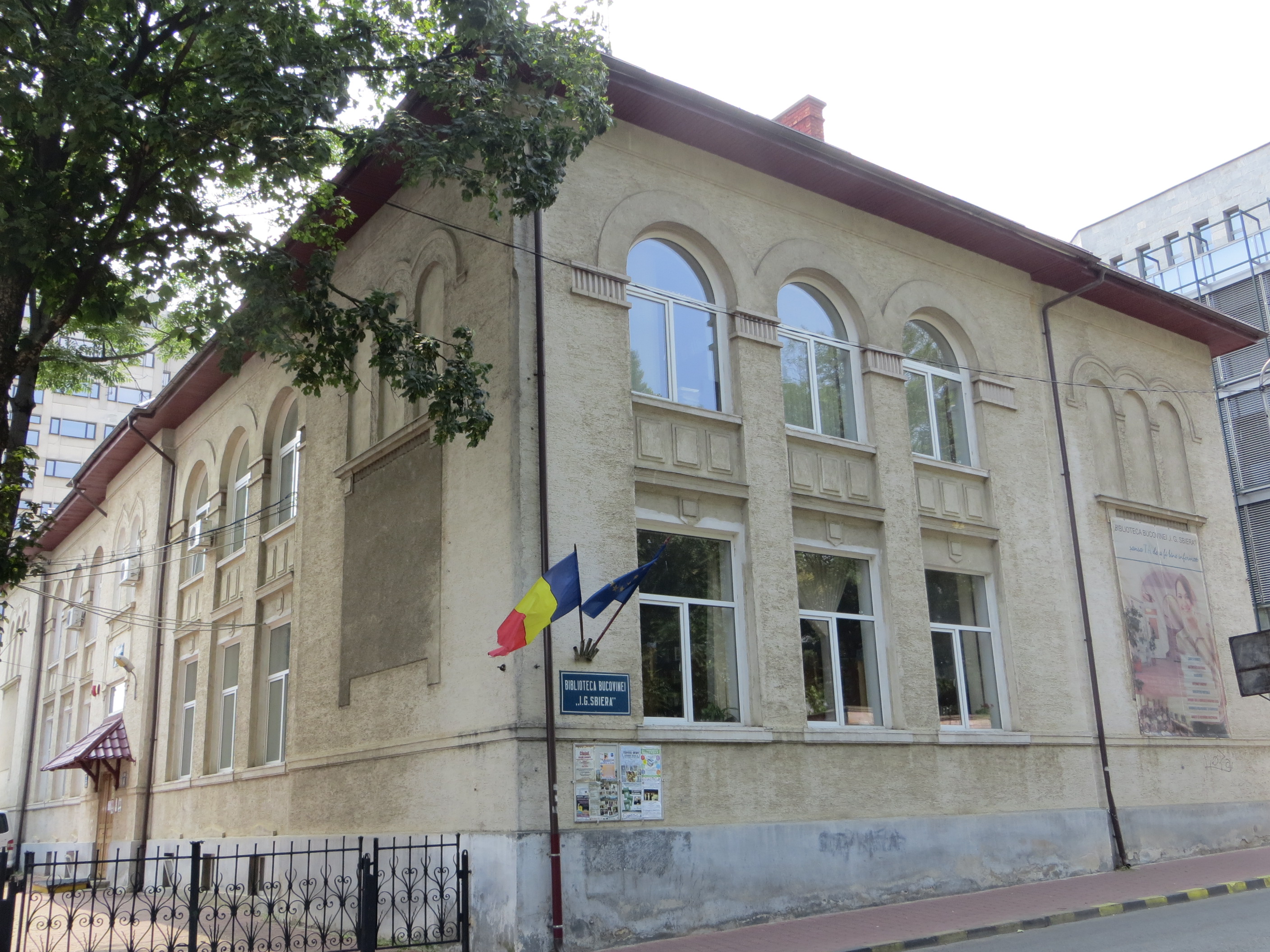
Corpul vestic al bibliotecii (1929–1930)
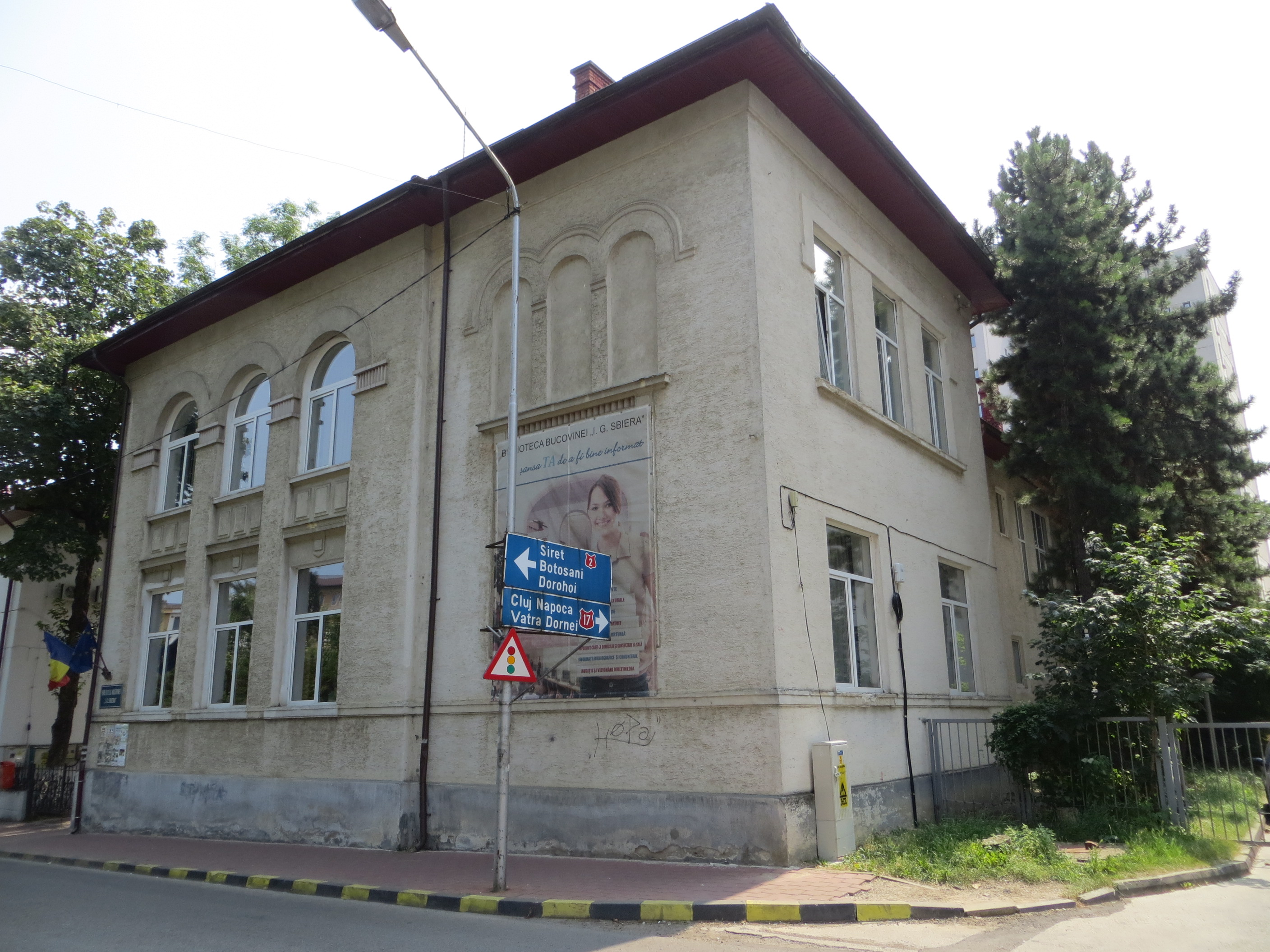
Corpul vestic al bibliotecii
Bustul scriitorului Traian Chelariu, amplasat în curtea bibliotecii